# Wenzel Parler
Wenzel Parler, né avant 1360, probablement à Prague, et mort en 1404 à Vienne, était l'un des plus importants bâtisseurs d'édifices religieux et sculpteurs de la famille Parler. Fils de l'architecte Peter Parler. Il a notamment travaillé à Prague, Nördlingen et Vienne.
Les premiers travaux de Wenzel Parler sont attestés dans la deuxième moitié des années 1370 à Prague où il travaille au moins jusqu'en 1392 (mais peut-être pas de manière continue) et participe de manière significative à la construction de la cathédrale Saint-Guy. Il y est connu sous le nom d'Ingegnere Venceslao da Praga. Il quitte Prague au plus tard en 1398, lorsque son jeune frère Johann Parler le Jeune prend la direction du chantier la cathédrale. Il travaille ensuite probablement à la construction de l'église Saint-Sauveur à Nördlingen. À partir de 1400, il est tailleur de pierre à la Cathédrale Saint-Étienne de Vienne, où il devient maître d'œuvre en 1403. Des ambassadeurs italiens tentent alors de l'embaucher comme maître d'œuvre de la cathédrale de Milan. De fait, depuis 1392, un Henrico parlér da Gamodia ( Gmünd) se trouvait à Milan, il s'agit peut-être d'Heinrich Parler le Jeune (Heinrich von Gmünd ), un cousin de Wenzel Parler. Wenzel ne s'est pas rendu à Milan et meurt à l'été 1404. Peter von Prachatitz lui succède alors à la tête du chantier de la cathédrale Saint-Étienne. 
L'identité de Wenzel avec les constructeurs de cathédrales de Prague et de Vienne n'est pas totalement certaine. Wenzel était un nom courant en Bohême et dans le sud de l'Allemagne de l'époque, et Parler est dérivé de Parlier (qui signifie à peu près chef de chantier). Cependant, la chronologie et des parallèles stylistiques nets entre la cathédrale Saint-Guy de Prague et la cathédrale Saint-Étienne de Vienne rendent probable une identité commune.